# Nicolas Cirier
Nicolas Cirier (27 février 1792 - 28 octobre 1869) est un typographe et pamphlétaire français, originaire de Dun-sur-Meuse.
Sorti de l’oubli par Raymond Queneau et surnommé « le typographe fou », il est notamment l’auteur de L’Œil typographique et de L’Apprentif Administrateur. Son écriture, marquée par un style excentrique, s’accompagne d’innovations typographiques surprenantes.

## Le typographe fou
Nicolas Louis Marie Dominique Cirier, né le 27 février 1792 à Dun-sur-Meuse, est un typographe et correcteur français. Fils de Jean-Baptiste Cirier, professeur de littérature classique et directeur de pension, et de Marie-Louise Tourment, il grandit dans un contexte marqué par l'exil paternel en Pologne durant la Terreur.
Il poursuit ses études au collège de Reims avant d’intégrer un séminaire, où il effectue deux années de formation. Par la suite, il s’oriente vers le domaine de l’imprimerie et débute en tant qu’apprenti typographe. Il exerce successivement les fonctions de correcteur, compositeur et prote dans différentes villes, notamment à Château-Thierry, Paris et Reims, entre 1814 et 1827. De retour à Paris, il se distingue en réussissant le concours d’entrée à l’Imprimerie royale, consolidant ainsi sa carrière dans le secteur de l’imprimerie.
Admis comme correcteur de seconde classe, il se dévoue tout entier à sa tâche :

« Mon admission par voie de concours, en 1828, à l'I. R., avait eu pour condition, entre autres, les connaissances des langues française, latine et grecque. Possédant assez bien le latin dès lors, et passant même pour l'écrire avec quelque facilité, je me suis, dès mon entrée, particulièrement attaché à cultiver le grec. [...] La variété des idiomes offerts à ma curiosité dans l'exercice de ma profession à l’I. R. a dû me porter à reprendre l'étude de ceux de ces idiomes que j'avais pu attaquer déjà antérieurement : l'hébreu, l'italien et l'allemand, et m'inspirer le désir d'en connaître quelques autres : l'anglais, l'espagnol, le chinois et l'arabe. »

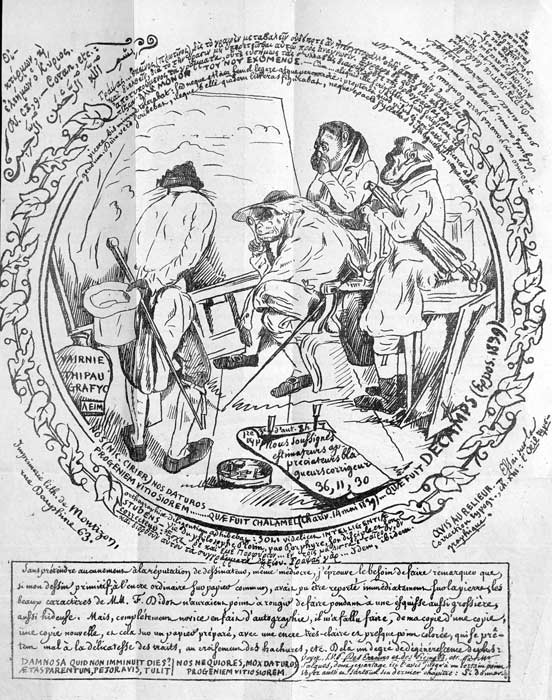
Page de L'Œil typographique de Nicolas Cirier avec texte en français, latin, grec et arabe.

Cirier possède une connaissance précieuse des langues, ce qui lui permet notamment de corriger les épreuves du Journal asiatique. 
En 1831, le directeur de l'Imprimerie royale, l'académicien Pierre-Antoine Lebrun, supprime l’admission par concours et nomme un certain Audiguier correcteur de première classe. Deux ans plus tard, ce poste est supprimé et Audiguier est promu correcteur en chef. Se sentant victime d’un « étonnant, un étrange, un risible, un infâme passe-droit », Cirier comprend que toute promotion lui est désormais impossible et présente sa démission en 1836, qui est acceptée.
Refusant de se résigner, il entame une campagne pour obtenir sa réintégration. En 1839, il adresse à Lebrun une lettre imprimée en cent exemplaires, réclamant justice. Il publie également deux pamphlets, L’Œil typographique et L’Apprentif Administrateur. Trois ans plus tard, il va jusqu’à provoquer son ancien supérieur en duel, mais celui-ci ne répond pas. Lebrun quitte finalement l'Imprimerie royale en 1848.
En 1850, Cirier rédige un article intitulé L'Horthographe rhendhue phacilhe, dans lequel il défend une réforme orthographique radicale, plaidant pour l’ajout de lettres afin d’accentuer la prononciation. Il propose ainsi d’écrire horrrrible allllusion pour faire ressortir les sonorités des r et des l.
Il poursuit son œuvre pamphlétaire avec Hommage à M. l'A B X (1857), où il critique l’éditeur religieux l’abbé Migne, et La Brisséide (1867), où il s’en prend aux « casseroles compromettantes » du baron gastronome Léon Brisse.
Errant d’imprimerie en imprimerie, tant à Paris qu’en province, Cirier mène une vie de combats jusqu’à son décès, survenu le 28 octobre 1869 à Paris. Fidèle à ses principes jusqu’au bout, il partage son cercueil avec son chien, Boute-en-train.

## L'apprentif administrateur
Ce pamphlet « littérario-typographico-bureaucratique » de soixante-douze pages,  comprend « pas moins de trente-deux papillons, dépliants ou feuillets intercalaires de différentes couleurs ». De nombreuses singularités valent à son auteur de figurer parmi les fous littéraires recensés par André Blavier.

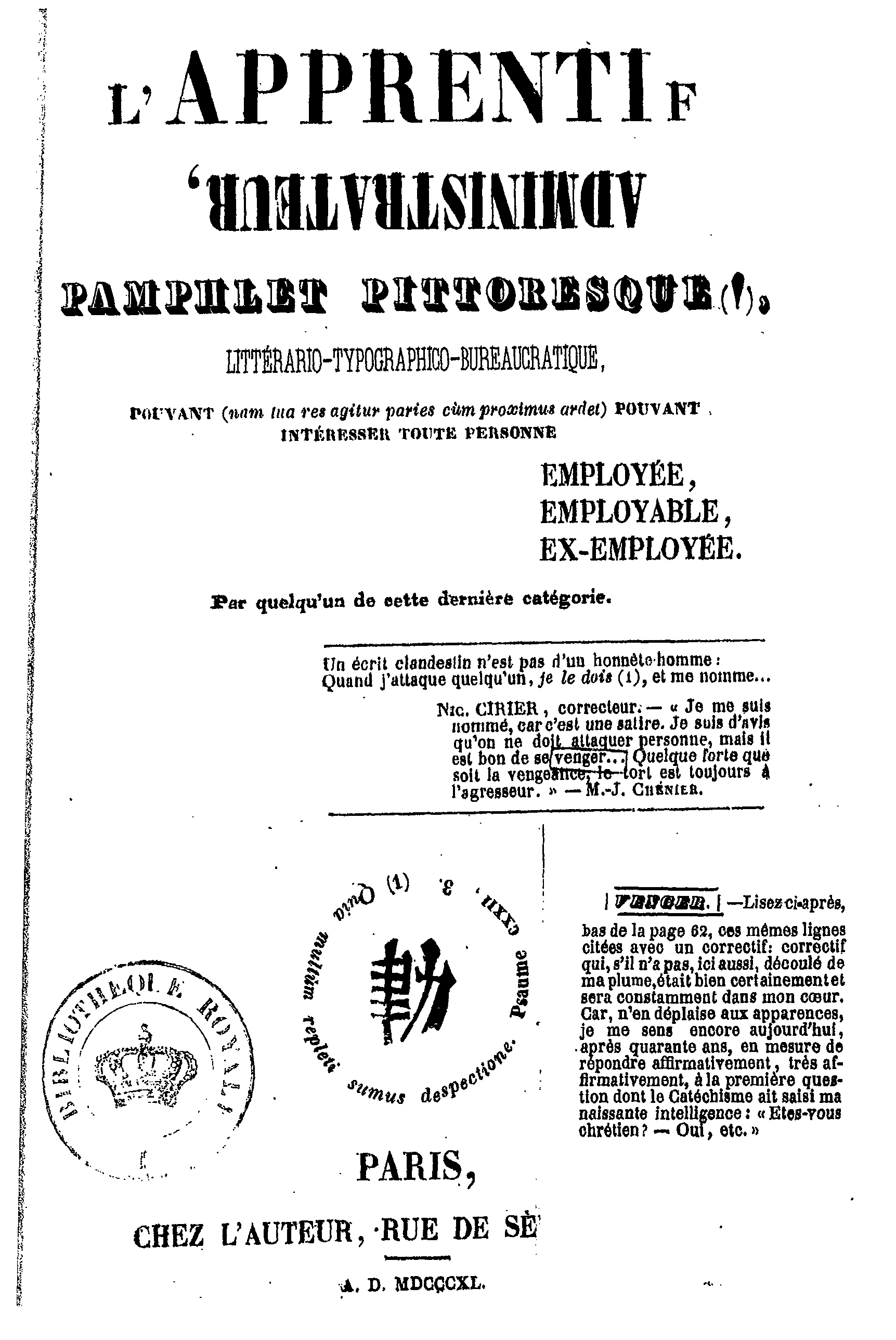
L'Apprentif Administrateur pamphlet pittoresque (!) littérario-typographico-bureaucratique
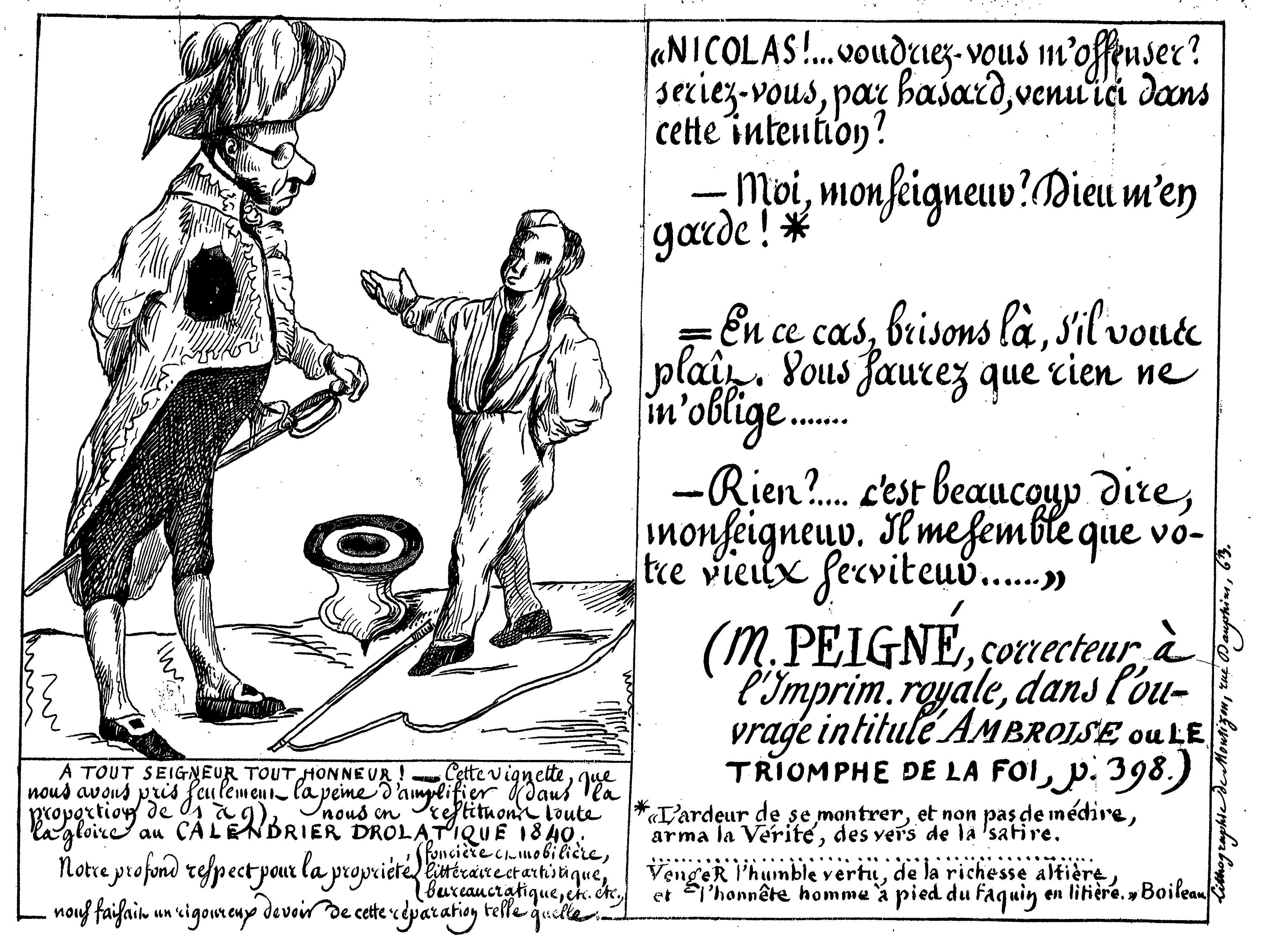
Une des nombreuses citations farfelues qui émaillent le pamphlet de Nicolas Cirier
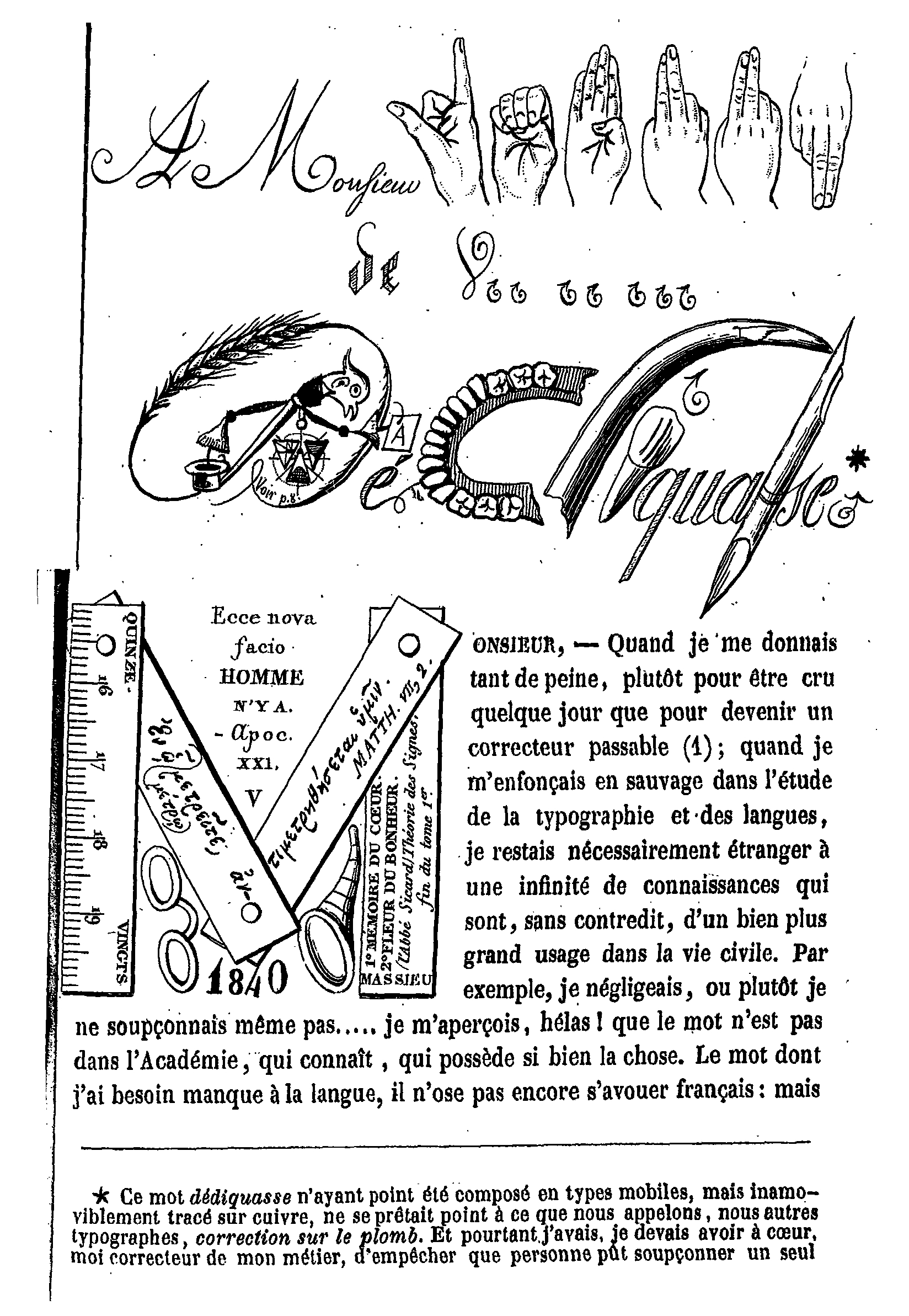
« Dédiquasse » où le nom de Lebrun est écrit en langue des signes

## Publications
- Lettre de M. Cirier à M. L., 1839.
- L’Œil typographique : offert aux hommes de lettres de l’un et de l’autre sexe, notamment à MM. les correcteurs, protes, sous-protes, etc., Paris, 1839 (réimpr. Éditions des Cendres, Paris, 2004) (lire en ligne sur Gallica).
- L’Apprentif Administrateur, pamphlet pittoresque (!), littérario-typographico-bureaucratique, pouvant intéresser toute personne employée, employable, ex-employée, par quelqu’un de cette dernière catégorie, Paris, 1840, iv-24-72, ill. ; in-8º (lire en ligne sur Gallica).
- Sur la tombe de P.-L. Jamais, mort subitement, le 19 octobre A. D. 1840, 1840.
- Propagande philanthropique. À MM. les typographes, ouvriers à la casse et à la presse, protes et correcteurs de Paris et de la banlieue, 1841.
- Justice ! (1842). Réédition : Éditions des Cendres, Paris, 2004.
- Le plus étonnant des catalogues (1842). Réédition : Éditions des Cendres, Paris, 2004.
- Fraternité ! Fraternité !, 1846.
- Électeurs ! Prrrrrenez garde à vous ! 18 mai 1849. Liste, par ordre alphabétique, des candidats à l'assemblée législative, votée par le comité démocratique-socialiste des élections, 1849.
- Ne lisez pas ceci, ennemis de la république : ça vous ferait mal... c'est votre arrêt de mort (civile). Le génie de la France m'est apparu cette nuit, armé de pied en cap. Il a ouvert devant moi sa giberne, j'ai vu et touché 28 cartouches qui vont blesser mortellement le monstre hideux et nauséabond de la réaction. De profundis, 1849.
- Tirelire électorale, 1849.
- L'Orthographe rendue facile, 1850.
- Scène amphibolo-térotorthographicologique, 1850.
- Desideratum. À l'auteur du livre intitulé « Congrès linguistique. Les Révolutionnaires de l'A-B-C. » À M. Alexandre Erdan et Cie., 1854.
- Pitié ! Pitié ! À Madame Veuve de Mouzay, 1856.
- Hommage à M. l'A B X. Démonstration A + B...= A B, apparemment ?. Pas du tout ! A B. (1857). Réédition : Éditions des Cendres, Paris, 2004.
- Élégie anatomique, 1858.
- Au Roi du jour, 1858.
- Fables nouvelles, 1858.
- Inanité ! Inanité !, 1860.
- La Brisséide (1867). Réédition : Éditions des Cendres, Paris, 2004.
- Candidature d'un ouvrier typographe (s.d.)
- Soldats !... Je suis content de vous (s.d.)
- Lettre supplique au sujet du cran, inédit de son vivant ; Fornax, 2012.